# 李希沆
李希沆（？—1645年），字鼎武，陝西慶陽府安化縣業樂人，明朝、南明軍事人物。

## 生平
李希沆是崇禎元年（1628年）戊辰科進士，授蘭陽縣知縣，調黃岡縣知縣。張獻忠勢力日熾，他在城內設立守備，單人匹馬出戰，多次戰勝，讓張獻忠驚嘆黃岡城與李希沆是「鐵城鐵人」，遷給事中。崇禎十二年（1639年）清兵入塞，李希沆上疏說：「聖明御極以來，清兵三犯，己巳之罪未正，致有丙子；丙子未正，致有今日。」說話暗指楊嗣昌有罪，因此被貶秩。後來朝廷讓他任僉都御史巡撫，調往天津，為宋祖法效命，但未到達北京已經失陷，與黎玉田投降清朝。很快他逃走到南京，擢兵部添注左侍郎。張國維告假，李希沆代理京營軍政。南京淪亡，他追隨弘光帝至建寧府、興化府，得知清廷在訪尋他，於是自縊而亡。

## 引用
1. 1 2  錢海岳《南明史·卷三十一·列傳第七》：李希沆，字鼎武，慶陽安化人。崇禎元年進士。授黃岡知縣。張獻忠勢熾，設守備，單騎馳應，屢敗之，獻忠驚謂鐵城鐵人。遷給事中。十二年，清兵入塞，疏言：「聖明御極以來，清兵三犯，己巳之罪未正，致有丙子；丙子未正，致有今日。」語侵楊嗣昌，貶秩。
2. ↑  錢海岳《南明史·卷三十一·列傳第七》：已以僉都御史巡撫山水。調天津，與宋祖法並命，未至而北京亡，與黎玉田迎降。旋遁歸，擢兵部添注左侍郎。張國維乞假，代署京營戎政。南京亡，追扈至建興。聞清有物色之者，遂自經死。